# Tom Trybull
Tom Trybull (nascut el 9 de març de 1993) és un futbolista professional alemany que juga com a centrecampista defensiu per l'Odense Boldklub. Ha estat en diferent seleccions alemanyes sub.